# Episodi di The Walking Dead: Dead City (prima stagione)
La prima stagione della serie televisiva The Walking Dead: Dead City, composta da sei episodi, è stata trasmessa negli Stati Uniti d'America dall'emittente AMC dal 18 giugno al 23 luglio 2023.
La serie è stata resa disponibile tre giorni prima della sua messa in onda su AMC+ dal 15 giugno al 20 luglio 2023.
In Italia è andata in onda su Sky Atlantic dal 14 al 28 luglio 2025.
| nº | Titolo originale          | Titolo italiano              | Prima TV USA   | Prima TV Italia |
| -- | ------------------------- | ---------------------------- | -------------- | --------------- |
| 1  | Old Acquaintances         | Conoscenti di vecchia data   | 18 giugno 2023 | 14 luglio 2025  |
| 2  | Who's There?              | Toc toc                      | 25 giugno 2023 | 14 luglio 2025  |
| 3  | People Are a Resource     | Le persone sono una risorsa  | 2 luglio 2023  | 21 luglio 2025  |
| 4  | Everybody Wins a Prize    | E vissero felici e contenti  | 9 luglio 2023  | 21 luglio 2025  |
| 5  | Stories We Tell Ourselves | Storielle che ci raccontiamo | 16 luglio 2023 | 28 luglio 2025  |
| 6  | Doma Smo                  | Doma Smo                     | 23 luglio 2023 | 28 luglio 2025  |

## Conoscenti di vecchia data
- Titolo originale: Old Acquaintances
- Diretto da: Loren Yaconelli
- Scritto da: Eli Jorné

### Trama
A seguito di un attacco a Hilltop, il figlio di Maggie, Hershel, viene rapito dal Croato, un ex Salvatore che vive a Manhattan. Nel disperato tentativo di salvarlo, Maggie rintraccia con riluttanza Negan per aiutare chi è in fuga dai marshal di New Babylon guidati da Perlie Armstrong dopo aver presumibilmente ucciso cinque persone. In cambio del fatto che Maggie dia alla sua giovane compagna Ginny una casa a Hilltop, Negan accetta di aiutarla con i due che prendono in ostaggio il junior marshal Jano e Maggie deve affrontare l'odio per Negan per l'omicidio di Glenn. A Manhattan, il trio incontra vaganti che cadono dagli edifici e un gioco del gatto e del topo con Perlie in una lavanderia a secco che uccide accidentalmente Jano mentre li insegue. Altrove, il Croato chiede a Hershel informazioni su Negan e manda a morte un prigioniero evaso dopo che l'uomo si rifiuta di rispondere alle domande sul suo gruppo.
- Guest star: Logan Kim (Hershel Rhee), Trey Santiago-Hudson (Jano), Michelle Hurd (Jones).
- Altri interpreti: Eleanor Reissa (Esther), Pallavi Sastry (Nina), Charlie Solis (barista), David Chen (Gritz).
- Ascolti USA: telespettatori 704 000 – rating 18-49 anni 0,17%[4]

## Toc toc
- Titolo originale: Who's There?
- Diretto da: Loren Yaconelli
- Scritto da: Eli Jorné

### Trama
Un'anziana di nome Esther aiuta Maggie e Negan a fuggire da un branco e li conduce alla sua tribù di sopravvissuti che sono braccati dal Croato e dal suo popolo, i Burazi. Negan rivela che il Croato è stato uno dei primissimi Salvatori, servendo come interrogatore per Negan fino a quando non è andato troppo oltre con un giovane sopravvissuto, costringendo Negan a tentare di ucciderlo. Tuttavia, Negan è riuscito solo ad amputare l'orecchio destro del Croato e a scappare. La tribù viene attaccata dai Burazi, uccidendo diverse persone, inclusa Esther, prima che riesca a scappare. Per rappresaglia, Negan uccide brutalmente uno dei Burazi come esempio per gli altri, mentre Maggie assiste alla scena. Dopo che Maggie ha rivelato la loro vera missione, la tribù rivela che possono aiutarla a raggiungere il Croato. Altrove, Ginny fatica ad adattarsi alla vita a Hilltop, alla fine ruba una moto e scappa. Perlie visita l'appartamento di suo fratello Joel, solo per trovarlo morto suicida. Cadendo in una trappola all'esterno, Perlie viene catturato dal Croato.
- Guest star: Logan Kim (Hershel Rhee), Jonathan Higginbotham (Tommaso), Karina Ortiz (Amaia), Michael Anthony (Luther).
- Altri interpreti: Eleanor Reissa (Esther), Pallavi Sastry (Nina), David Chen (Gritz), John Wu (Sig. Aizawa).
- Ascolti USA: telespettatori 706 000 – rating 18-49 anni 0,16%[5]

## Le persone sono una risorsa
- Titolo originale: People Are a Resource
- Diretto da: Kevin Dowling
- Scritto da: Keith Staskiewicz

### Trama
In un flashback, Negan lega con Ginny mentre cerca il suo giocattolo scomparso. Nel presente, Ginny si dirige a Manhattan. Il Croato tiene prigioniero Perlie nel rinnovato Madison Square Garden dove mette alla prova le abilità del marshal in una arena di arti marziali miste contro i vaganti, mettendo in dubbio le sue motivazioni. Perlie alla fine rivela di essere a Manhattan a caccia di Negan, con grande shock del Croato che a sua volta rivela di aver perso la sua famiglia a causa dei cannibali vicino all'inizio dell'apocalisse. I membri della tribù raccontano a Maggie e Negan dell'operazione dei Burazi che riconoscono come una versione contorta dei Salvatori e, usando la storia della sconfitta di Negan da parte della Milizia, ispirano i membri della tribù ad aiutarli. Tommaso rivela di essere stato catturato e torturato, ma è riuscito a scappare usando la vecchia struttura della stazione di Pennsylvania e il sistema della metropolitana che possono usare per entrare. Maggie racconta a Negan sulla perdita di Hershel e della sua famiglia. A sua volta, Negan rivela di aver mandato in salvo Annie e suo figlio Joshua nel Missouri dopo aver ucciso cinque uomini che avevano derubato, picchiato e violentato Annie per vendetta, motivo per cui è ricercato. Luther scopre il poster da ricercato di Negan, portando a una rissa in cui Negan cede ai suoi istinti più violenti, fino ad ucciderlo. Dopo aver trovato il giocattolo di Ginny, Maggie pensa di bruciarlo, osservata di nascosto da Ginny.
- Guest star: Jonathan Higginbotham (Tommaso), Karina Ortiz (Amaia), Michael Anthony (Luther).
- Ascolti USA: telespettatori 681 000 – rating 18-49 anni 0,14%[6]

## E vissero felici e contenti
- Titolo originale: Everybody Wins a Prize
- Diretto da: Kevin Dowling
- Scritto da: Eli Jorné

### Trama
In un flashback, Negan e Simon affrontano il Croato per il suo brutale omicidio di una giovane ragazza. Nel presente, Maggie e Negan guidano un attacco al Madison Square Garden per salvare Hershel e uccidere il Croato. Tuttavia, il Croato anticipa le loro azioni e tende una trappola, evacuando la sua gente dall'arena mentre lascia entrare i vaganti usando il brano Proplakat Će Zora e giochi di luce per condurli alla tribù. Sopraffatti e in inferiorità numerica, la maggior parte dei membri della tribù viene uccisa con solo Maggie, Amaia, Tommaso e Ginny che riescono a scappare nelle fogne. Negan affronta il Croato che lo saluta con gioia e cerca di convincerlo a unirsi a lui, tentando di uccidere Perlie in segno di buona fede. Con grande sorpresa del Croato, Negan salva la vita del marshal e fugge con lui. Tuttavia, Perlie tiene Negan sotto tiro, minacciandolo di esecuzione sommaria per i suoi crimini nonostante gli abbia appena salvato la vita.
- Special guest star: Steven Ogg (Simon).
- Guest star: Logan Kim (Hershel Rhee), Jonathan Higginbotham (Tommaso), Karina Ortiz (Amaia).
- Ascolti USA: telespettatori 697 000 – rating 18-49 anni 0,15%[7]

## Storielle che ci raccontiamo
- Titolo originale: Stories We Tell Ourselves
- Diretto da: Gandja Monteiro
- Scritto da: Brenna Kouf

### Trama
Nei flashback, Ginny scopre che Maggie sta mentendo sul furto del grano ai Bricks, mentre il Croato rapisce Hershel e chiede di Negan in cambio del suo ritorno. Nel presente, il Croato visita la Dama che ribadisce la necessità che Negan salvaguardi il proprio futuro. Mentre si fanno strada attraverso Manhattan, Negan e Perlie si conoscono, con Negan che rivela il motivo dei suoi omicidi. Nonostante le sue convinzioni scosse dai recenti eventi, Perlie racconta a Negan di suo fratello Joel e sui suoi crescenti dubbi su ciò che sta facendo. Maggie, che si scopre aver tenuto il giocattolo di Ginny invece di bruciarlo, deduce che Tommaso aveva venduto la tribù, provocando l'attacco al loro nascondiglio e l'imboscata al Madison Square Garden. Tommaso ammette di aver fatto un patto con il Croato, promettendogli una barca e una possibilità di una vita migliore per la sua famiglia sulla terraferma, facendo inorridire Amaia, anche se Maggie è più comprensiva. Nelle fogne, Amaia e Tommaso cadono vittime dei vaganti, mentre Maggie e Ginny riescono a scappare dopo che Maggie ha combattuto contro un enorme vagante fuso insieme. In superficie, Ginny spara un razzo in aria che viene individuato da Negan.
- Guest star: Logan Kim (Hershel Rhee), Lisa Emery (la Dama), Jonathan Higginbotham (Tommaso), Karina Ortiz (Amaia).
- Ascolti USA: telespettatori 701 000 – rating 18-49 anni 0,12%[8]

## Doma Smo
- Titolo originale: Doma Smo
- Diretto da: Gandja Monteiro
- Scritto da: Eli Jorné

### Trama
Dopo essersi riunito con Ginny, Negan rivela di essere stato lui a uccidere suo padre nel duro tentativo di convincerla ad andarsene. Perlie porta Ginny ai Bricks e, prima di tornare a New Babylon, mente di aver ucciso Negan alla leader di New Babylon che mostra interesse per il metano che i Burazi sono in grado di produrre. Maggie e Negan seguono il Croato fino al terminal dei traghetti di Staten Island, dove Negan deduce che Maggie lo sta attirando in una trappola per ucciderlo. Riconoscendo che Maggie non l'avrebbe mai perdonato per le sue azioni, sebbene deluso perché insieme avrebbero potuto salvare Hershel, Negan permette a Maggie di scambiarlo con il Croato per suo figlio. Dopo essere tornata ai Bricks, Maggie si rende conto che Hershel ha ragione e decide di trovare un modo per porre fine alla sua faida con Negan, in modo da poter finalmente trovare la pace. Il Croato consegna Negan alla Dama, spiegando che vuole che Negan unisca le varie comunità di Manhattan per opporsi alla New Babylon Federation e ad altri che sarebbero venuti per le loro risorse naturali. Avendo appreso la storia dell'omicidio di Glenn da Hershel, la Dama rivela di aver amputato il suo mignolo e minaccia di riprenderselo di nuovo se Negan non si sottomette, usando le cure di Negan per il ragazzo come leva contro di lui. Nel frattempo, Maggie scopre i disegni di Hershel sulla Dama e si rende conto della continua minaccia nei confronti di suo figlio.
- Guest star: Logan Kim (Hershel Rhee), Lisa Emery (la Dama), Jasmin Walker (Charlie Byrd / "La Prefetta).
- Altri interpreti: Pallavi Sastry (Nina).
- Ascolti USA: telespettatori 618 000 – rating 18-49 anni 0,12%[9]